# Pirat
En pirat (fra fr. pirate) er en sørøver, der udøver sørøveri. Nu bruges udtrykket fribytter som synonym; udtrykket har dækket over en privat, en kaper, som under en væbnet konflikt med statstilladelse har erobret fjendtlige skibe. For sin indsats fik kaperen  skibets ladning.

## Historie
Adam af Bremen skriver i sin krønike omkring 1076, at rejser i farvandet fra Jylland og Fyn til Sjælland var farlige på grund af pirater.
Han skriver videre, at Sjælland var overordentlig rig på guld fra sørøvertogter, og at piraterne kaldte sig Wichingos (vikinger).

### Moderne sørøvere
Sørøveri – røveri til søs – er ikke længere et problem i europæiske farvande, men forekommer hyppigt I dag foregår sørøveri især i det Indiske Ocean og ud for Afrikas østkyst.
Moderne sørøvere benytter højteknologi og lavteknologi i form af simple både og våben, og pirater benytter mobiltelefoner, moderne hurtigbåde, maskingeværer som AK-47 og til og med RPG'er (Rocket Propelled Grenades). Sørøvere aflytter satellitkommunikation som Inmarsat for at beregne fragt og risikograd.

## Overført betydning
Pirat anvendes i overført betydning om en rebel, der ikke accepterer samfundets skrevne eller uskrevne regler, love og sædvaner. En slags rebel, der vælger at stå uden for det fællesskab, samfundets borgere accepterer. Rebellen kan selv trods sin modvilje mod regler danne grupper med ligesindede.
I overført betydning bruges "pirat"begrebet om dem, som tager andres ejendele til egen brug eller vinding. Det svarer til tyveri og er omfattet af straffelovens §276.
Det benyttes også om dem, som uautoriseret kopierer (piratkopierer) produkter og værker, der er beskyttet af immaterielle rettigheder som pc-programmer eller musik, og bytter eller videresælger dem. Det kan let være en overtrædelse af ophavsretsloven
Betegnelsen "pirat" anvendes ofte af medierne og magthaverne om dem, der anvender lovlige produkter og service på en uautoriseret måde. Det mest kendte eksempel er piratradio, der er oprettet uden de nødvendige tilladelser af virksomheder, almindelige borgere eller foreninger. Nu er brugen af piratradioer mindre, idet aktiviteten er rykket over på Internet.
Ordet har vundet hævd i de nye danske ord domænepirat og navnepirat, om en eller flere personer eller virksomheder, der registrerer domænenavne, som andre senere mener at have krav på med henvisning til navne- eller varemærkerettigheder. I Danmark har der siden 1997 været en lang række tvister både i og uden for domstolene, hvor virksomheder har gjort krav på allerede registrerede domænenavne ejet af privatpersoner. Domænenavne typisk registreret, betalt og ejet af privatpersoner eller små virksomheder. Den vel nok mest omtalte "domænepirat" i Danmark er Dennis Zewillis, som ifølge medierne og domsudskriften i "Beologic.com-sagen" havde registreret over 400 domænenavne med endelsen .com, hvoraf en del var identiske med eller mindede om navne på store kendte danske virksomheder, velrenommerede institutioner og kongehuset. Ud over Beologic-sagen, der både nåede byretten og landsretten og ikke nåede et tilfredsstillende resultat for sagsøgeren (som Bang & Olufsen), har der også været retssager om domænenavne, der mindede om telefonnumre og avisnavne.